# Charles Maurras

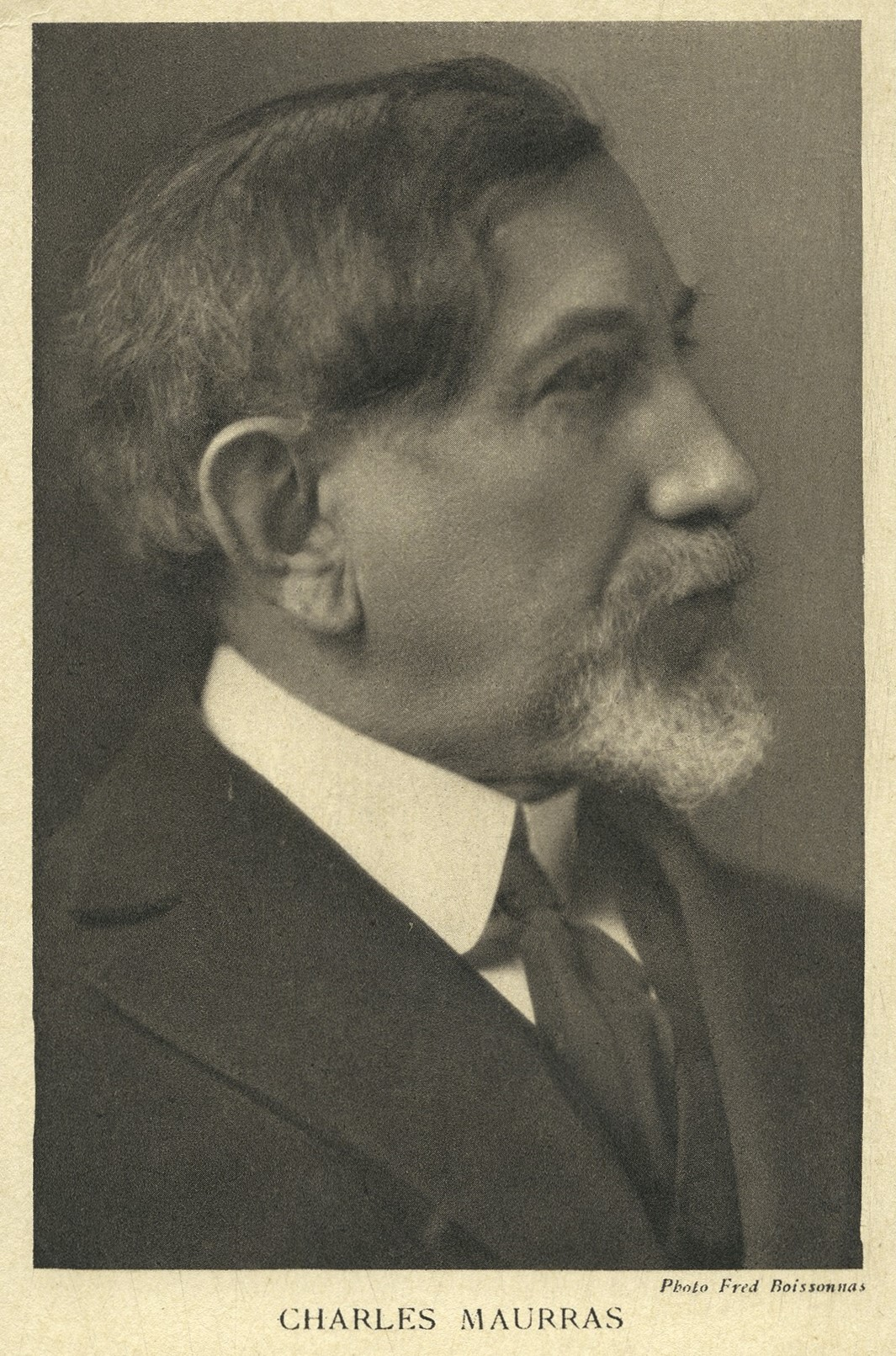
Charles Maurras, 1925.

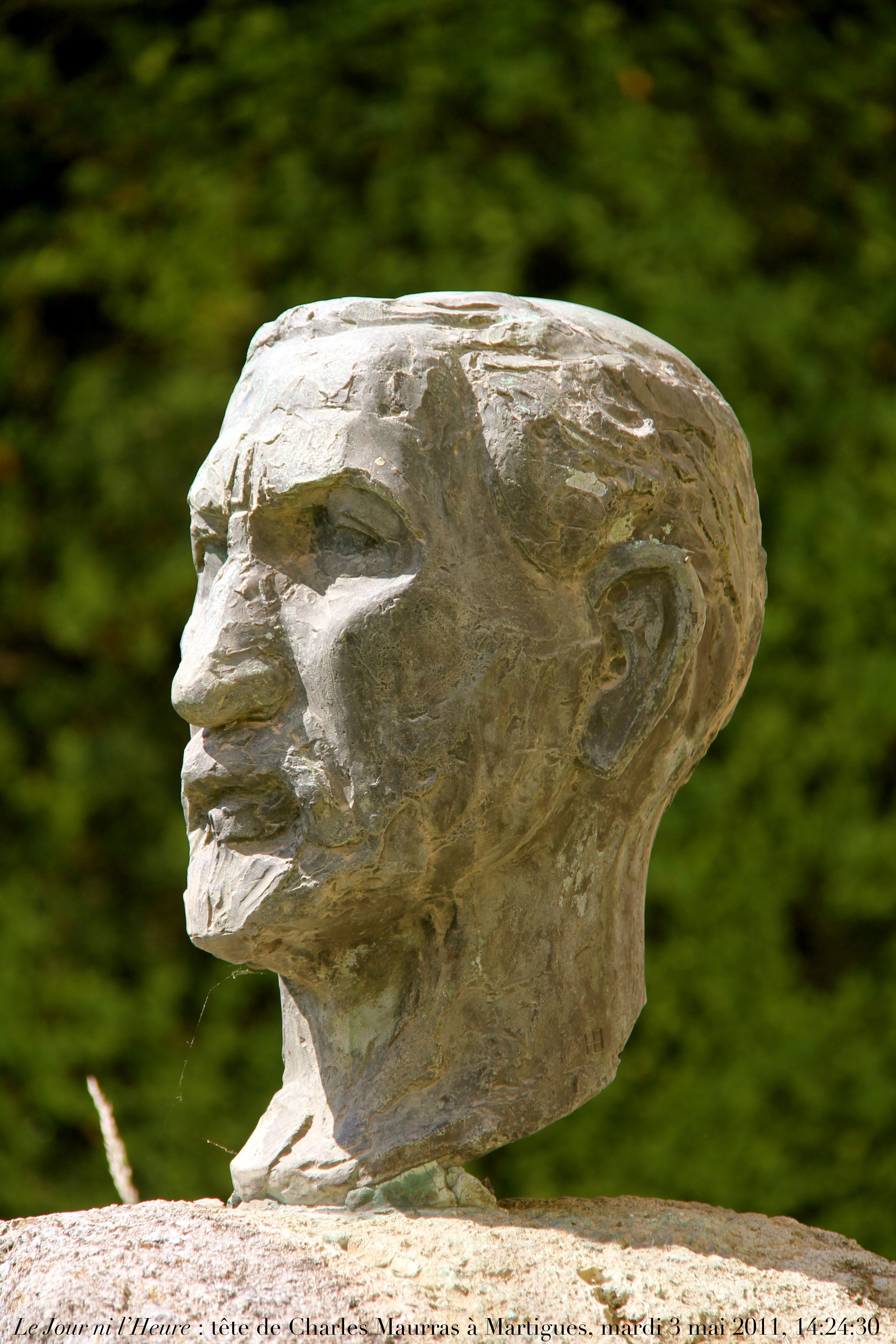
Hoofd van Charles Maurras in zijn tuin te Martigues

Charles Marie Photius Maurras (Martigues, 20 april 1868 – Saint-Symphorien-lès-Tours, 16 november 1952) was een Frans journalist, schrijver, dichter en nationalistisch politicus. Hij was de leider van de nationalistische reactionaire beweging Action Française die in 1926 door de paus verboden werd. Na de Tweede Wereldoorlog werd hij veroordeeld wegens collaboratie.

## Levensloop

### Afkomst en opleiding
Charles Maurras werd geboren in een gezin uit de gegoede burgerij in de Provence maar hij verloor zijn vader toen hij acht jaar oud was. Hij volgde middelbaar onderwijs aan het katholieke college van Aix-en-Provence. Op 14-jarige leeftijd manifesteerden zich bij hem de eerste symptomen van hardhorigheid die hem zijn hele leven parten zou blijven spelen. Hij voltooide zijn grieks-latijnse humaniora in Parijs. Hij vatte de studies filosofie en sociologie aan maar diende deze te staken als gevolg van zijn toenemende doofheid.

### Maurras als journalist
Maurras werd literair journalist en sloot vriendschap met de schrijver Anatole France van wie hij secretaris werd. Ondertussen had hij zijn geloof, dat hem door zijn diepgelovige moeder was bijgebracht, verloren ten voordele van het agnosticisme dat France voorstond. Hij geraakte in de ban van het positivisme, de progressieve filosofie van Auguste Comte.
In 1891 sloot Maurras zich aan bij de École romane die net daarvoor door Jean Moréas gesticht was. Deze classicistische vereniging zette zich eerst af tegen de romantiek (vooral het werk van Victor Hugo werd verafschuwd) en later tegen het symbolisme, twee stromingen die bestempeld werden als verderfelijk voor de Franse culturele beleving. Omstreeks 1895 sloot hij vriendschap met de nationalist en boulangist Maurice Barrès en werkte mee aan diens tijdschrift La Cocarde. Voor La Gazette de France was Maurras, die voluit de ideeën van Pierre de Coubertin steunde, aanwezig op de Olympische Spelen van 1896 in Athene.

### Bloei van het Action Française

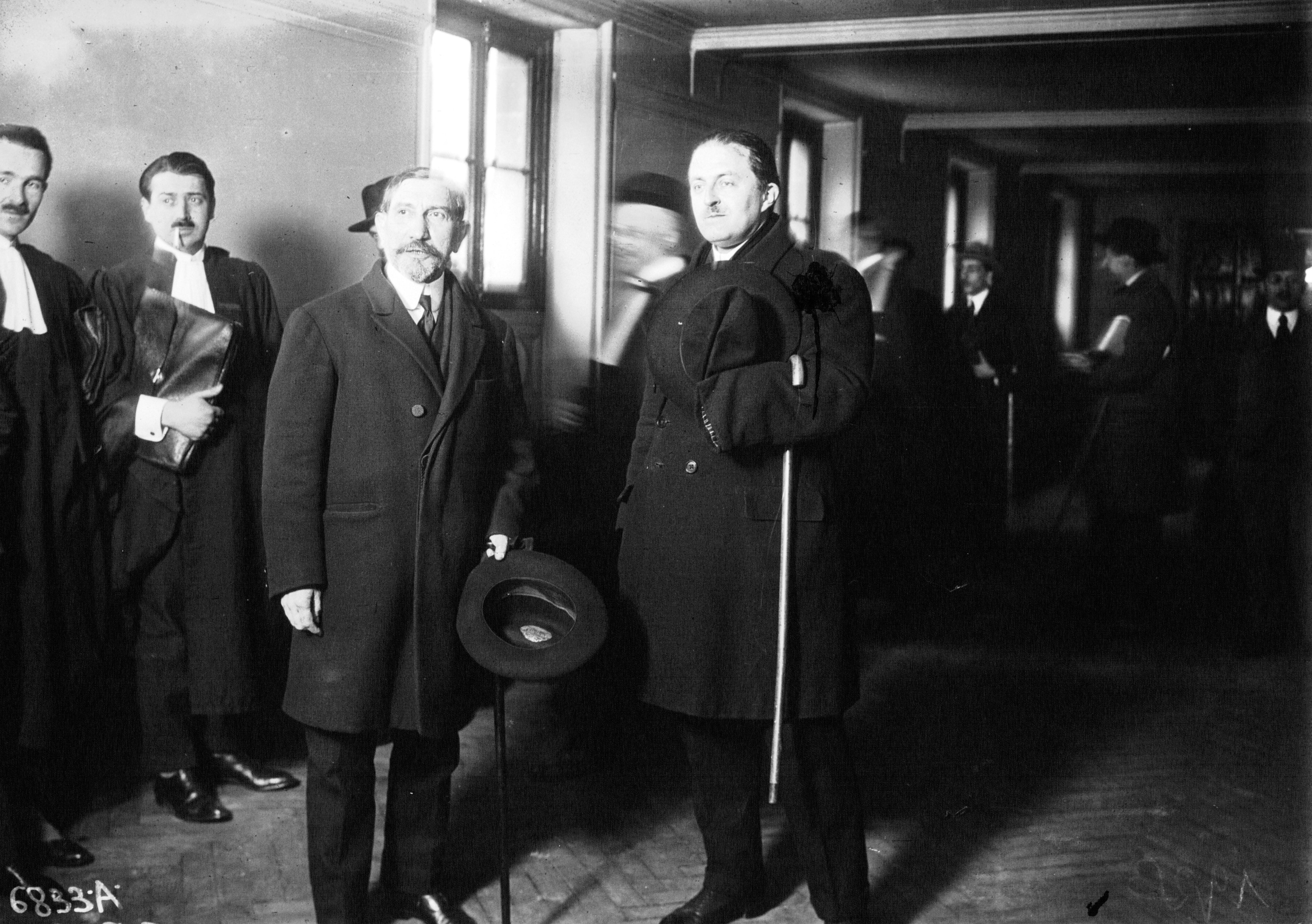
Maurras (links op voorgrond) met enkele van de Camelots du Roi

Hij raakte betrokken bij de Dreyfusaffaire waarbij Frankrijk verdeeld raakte over de joods-Franse officier Alfred Dreyfus die ervan beschuldigd werd een spion voor Duitsland te zijn. Maurras, die zowel antisemiet als anti-Duitsland was, koos de zijde van degenen die niet in de onschuld van Alfred Dreyfus geloofden. In december 1898 schreef hij aan Barrès: 
Le parti de Dreyfus mériterait qu'on le fusillât tout entier comme insurgé. (De partij van Dreyfus zou het verdienen om gefusilleerd te worden als een oproerling.)
 De Anti-Dreyfusards Henri Vaugeois en Maurice Pujo stichtten daarop de conservatieve politieke beweging Action Française. Onder invloed van Maurras en Léon Daudet groeide de beweging uit tot een neomonarchistische reactionaire antisemitische groepering. In 1905 stichtte Maurras de Ligue d'Action Française, om voldoende leden voor de Action Française te verwerven. Drie jaar later stichtte hij het militante Camelots du Roi met als doel de ambities van troonpretendent Filips van Orléans om de troon terug te bestijgen kracht bij te zetten. Ten slotte werd het tijdschrift van de Action Française omgevormd tot het dagblad L'action française waarvan Maurras de leiding nam en Daudet de hoofdredacteur werd. Maurras had een grote invloed op de jongeren, vooral op deze uit de gegoede burgerij en de aristocratie.
Maurras was een voorstander van de deelname van Frankrijk aan de Eerste Wereldoorlog tegen het Duitse Keizerrijk en steunde volop Georges Clemenceau. Na de oorlog wierp hij zich op als de enige leider van de Action Française. In 1920 bekritiseerde hij het Verdrag van Versailles waarin Duitsland te veel gespaard bleef. Ook de toenaderingspolitiek tot Duitsland die de gematigd-linkse minister van Buitenlandse Zaken Aristide Briand vanaf 1924 had ingezet werd door hem op de korrel genomen. Nadat meerdere leden van de Action Française werden vermoord, uitte hij in 1925 in een open brief doodsbedreigingen aan het adres van minister van Binnenlandse Zaken Abraham Schrameck die van Joodse afkomst was. Hiervoor werd hij veroordeeld tot een voorwaardelijke straf. Paus Pius XI verbood daarop de Action Française en de publicaties van Maurras waarvan hij vond dat diens ideologische positie onverenigbaar was met het katholicisme. Zij werden op de Index geplaatst.

### Nationalisme en collaboratie
In de jaren 1930 hield de scherpe politieke splitsing in links en rechts hem bezig. Hij schreef heftige antidemocratische artikelen. In 1935 richtte Léon Blum, die van Joodse afkomst was, het Volksfront op tegen het opkomende nationaalsocialisme. Blum, die in 1936 premier van de Volksfrontregering geworden was, werd door Maurras met de dood bedreigd. Hij werd veroordeeld en zat acht maanden in de gevangenis. De nationalisten hadden in Frankrijk zoveel invloed gekregen dat ze erin slaagden om gedurende zijn gevangenisperiode hem te laten verkiezen tot lid van de Académie française.
Maurras sympathiseerde met het fascistische regime van de Italiaan Mussolini en het franquistische regime van de Spaanse generaal Franco. Omwille van zijn anti-Duitslandgevoelens had hij het moeilijker met Hitler wiens antisemitische politiek hij wel genegen was. Hij steunde wel de Appeasementpolitiek van premier Édouard Daladier.
Na de nederlaag in de Slag om Frankrijk steunde hij maarschalk Philippe Pétain, die staatshoofd geworden was van Vichy-Frankrijk, een vazalstaat van nazi-Duitsland. Na de bevrijding van Frankrijk werd Maurras gearresteerd en beschuldigd van collaboratie en hoogverraad. Hij werd veroordeeld tot levenslang en verloor zijn burgerrechten en daarmee ook zijn zetel in de Académie française. De académie liet die zetel echter onbezet zolang hij leefde. In maart 1952 werd hij wegens zijn slechte gezondheid opgenomen in een ziekenhuis en kreeg hij gratie van president Vincent Auriol. Een half jaar later stierf hij op 84-jarige leeftijd.

## Werken
- Théodore Aubanel (1889)
- Jean Moréas (1891)
- Le Chemin du Paradis, mythes et fabliaux (1894)
- Le Voyage d'Athènes (1896-1899)
- L'Idée de la décentralisation (1898)
- Dictateur et Roi (1899)
- Trois idées politiques – Chateaubriand, Michelet, Sainte-Beuve (1899)
- Enquête sur la monarchie (1900)
- Anthinéa – d'Athènes à Florence (1901)
- Les Amants de Venise, George Sand et Musset (1902)
- L'Avenir de l'intelligence (1905)
- Le Dilemme de Marc Sangnier (1906)
- Kiel et Tanger (1910)
- Si le coup de force est possible (met Henri Dutrait-Crozon) (1910)
- La Politique religieuse (1912)
- L'Action française et la religion catholique (1914)
- L'Étang de Berre (1915)
- Quand les Français ne s'aimaient pas (1916)
- Les Conditions de la victoire, (4 delen, 1916-1918)
- Le Pape, la guerre et la paix (1917)
- Le Conseil de Dante (1920)
- Tombeaux (1921)
- Inscriptions (1922)
- Les Nuits d'épreuve (1923)
- Poètes (1923)
- L'Allée des philosophes (1924)
- La Musique intérieure (1925)
- Barbarie et poésie (1925)
- La Bonne mort (1926)
- La Sagesse de Mistral (1926)
- Lorsque Hugo eut les cent ans (1927)
- La République de Martigues (1927)
- Le Prince des nuées (1928)
- Un débat sur le romantisme (1928)
- Vers un art intellectuel (1928)
- L'Anglais qui a connu la France (1928)
- Corps glorieux ou Vertu de la perfection (1929)
- Promenade italienne (1929)
- Napoléon pour ou contre la France (1929)
- De Démos à César (1930)
- Corse et Provence (1930)
- Quatre nuits de Provence (1930)
- Triptyque de Paul Bourget (1931)
- Le Quadrilatère (1931)
- Au signe de Flore (1931)
- Heures immortelles (1932)
- Dictionnaire politique et critique (5 delen, 1932-1933)
- Prologue d'un essai sur la critique (1935)
- Quatre poèmes d'Eurydice (1937)
- L'Amitié de Platon (1937)
- Jacques Bainville et Paul Bourget (1937)
- Les vergers sur la mer (1937)
- Jeanne d'Arc, Louis XIV, Napoléon (1937)
- Devant l'Allemagne éternelle (1937)
- Mes idées politiques (1937)
- La Dentelle du Rempart (1937)
- Pages africaines (1940)
- Sans la muraille des cyprès (1941)
- Mistral (1941)
- La Seule France (1941)
- De la colère à la justice (1942)
- Pour un réveil français(1943)
- Poésie et vérité (1944)
- Paysages mistraliens (1944)
- Le Pain et le Vin (1944)
- Au-devant de la nuit (1945)
- L'Allemagne et nous (1945)
- Les Deux Justices ou Notre J'accuse (1947)
- L'ordre et le désordre (1948)
- Maurice Barrès (1948)
- Une promotion de Judas (1948)
- Réponse à André Gide (1948)
- Au Grand Juge de France (1949)
- Le Cintre de Riom (1949)
- Mon jardin qui s'est souvenu (1950)
- Tragi-comédie de ma surdité (1951)
- Vérité, justice, patrie (met Maurice Pujo) (1951)
- À mes vieux oliviers (1952)
- La Balance intérieure (1952)
- Le Beau Jeu des reviviscences (1952)
- Le Bienheureux Pie X, sauveur de la France (1952)
- Pascal puni (postuum, 1953)
- Lettres de prison (1944-1952) (postuum, 1958)
- Lettres passe-murailles, correspondance échangée avec Xavier Vallat (1950-1952) (postuum, 1966)